# Варваро-Александровка
Варва́ро-Алекса́ндровка (укр. Варваро-Олександрівка) — село в Добровеличковской поселковой общине Новоукраинского района Кировоградской области Украины.
До 2020 года входило в Добровеличковский район
Население по переписи 2001 года составляло 320 человек. Почтовый индекс — 27000. Телефонный код — 5253. Занимает площадь 0,743 км². Код КОАТУУ — 3521755101.